# Ratlam
Ratlam là một thành phố và là nơi đặt hội đồng thành phố (municipal corporation) của quận Ratlam thuộc bang Madhya Pradesh, Ấn Độ.

## Địa lý
Ratlam có vị trí 23°19′B 75°04′Đ / 23,32°B 75,07°Đ Nó có độ cao trung bình là 488 mét (1601 feet).

## Nhân khẩu
Theo điều tra dân số năm 2001 của Ấn Độ, Ratlam có dân số 221.267 người. Phái nam chiếm 52% tổng số dân và phái nữ chiếm 48%. Ratlam có tỷ lệ 75% biết đọc biết viết, cao hơn tỷ lệ trung bình toàn quốc là 59,5%: tỷ lệ cho phái nam là 80%, và tỷ lệ cho phái nữ là 69%. Tại Ratlam, 13% dân số nhỏ hơn 6 tuổi.